# LQ Большого Пса
LQ Большого Пса (лат. LQ Canis Majoris), HD 52356 — одиночная переменная звезда в созвездии Большого Пса на расстоянии приблизительно 2623 световых лет (около 804 парсеков) от Солнца. Видимая звёздная величина звезды — от +7,26m до +7,12m.

## Характеристики
LQ Большого Пса — бело-голубая пульсирующая переменная Be-звезда (BE:) спектрального класса B3V(n).